# Šljam
Šljam (eng. Bottom) je britanska crnohumorna serija, snimana od 1991. do 1995. godine. Scenaristi serije ujedno su i glavni glumci - Adrian Edmondson i Rik Mayall. Serija je bila prikazivana kroz tri sezone, a 1999. osnovna je ideja upotrijebljena i za film - Guest House Paradiso.  Od 1993. do 2003. Šljam je bio izvođen i uživo pred publikom.  Serija Šljam je na ljestvici najboljih britanskih humorističnih serija svih vremena zauzela 45. mjesto.

## Uloge
- Adrian Edmondson - Edward "Eddie" Elizabeth Hitler
- Rik Mayall - Richard "Richie" Richard

Gostujuće uloge:
- Steve O'Donnell - Spud-gun
- Christopher Ryan - Dave Hedgehog
- Lee Cornes - Dick Head

## Radnja
Glavni likovi serije su dvojica sustanara - Eddie Hitler i Richard Richard, skraćeno Eddie i Richie. Oni su vrlo grubi i seksualno ugroženi luđaci bez posla i novca, sa samog dna društvene ljestvice. Vrijeme krate svakodnevnim prepirkama u koje su obavezno uključeni fizički obračuni s nemalim tjelesnim ozljedama. Nanošenje boli svom sustanaru jednostavno im je rutina koju, gledajući seriju, uopće ne smatramo neobičnom. Lomljenje noge, odsijecanje prsta i zabijanje strelice od pikada u oko samo su neki od primjera brutalnog humora i dio su svake epizode. Također, dio serije su i očajnički pokušaji da se dođe do novca ili da ga se jednostavno uštedi - npr. namjerno snimanje "šaljivog kućnog videa" ili prebijanje plinara namrtvo. Scenaristi ostaju vjerni crnome humoru do samoga kraja serije; tako u posljednjoj epizodi Eddie i Richie pogibaju - ustrijeli ih britanska vojska jer posjeduju pornofilm engleskog premijera kojeg žele ucijeniti. 